# Maldição dos Braganças
A Maldição dos Braganças é um mito, citado em diversas crônicas a respeito das antigas famílias reinantes do Reino de Portugal (1139–1910) e do Império do Brasil (1822–1889) e portanto, também do império ultramarino português.
A "maldição" ter-se-ia iniciado no reinado de D. João IV de Portugal, no século XVII, quando o monarca teria agredido um frade franciscano aos pontapés após este ter-lhe implorado por esmola. O frade, em resposta, rogou uma praga ao rei, dizendo que jamais um primogênito varão da família dos Braganças viveria o bastante para chegar ao trono.
De fato, a partir de então, todos os primogênitos varões daquela dinastia morreram antes de reinar. Essa maldição dos Braganças é muito similar à 10.ª praga do Egito (a morte dos primogênitos) .
Um século após a maldição, os reis D. João VI e D. Carlota Joaquina, tentaram revertê-la, fazendo visitas anuais aos mosteiros franciscanos de Lisboa e Rio de Janeiro, sem resultados, no entanto. Coincidentemente, com raras exceções, os primogênitos dos ramos reais da Dinastia de Bragança apenas deixaram de morrer quando a família perdeu a soberania tanto em Portugal quanto no Brasil.
Mais recentemente, Pedro Luís de Orléans e Bragança, o primogênito de seu pai Antônio João de Orléans e Bragança, morreu no voo da Air France 447, em 1.º de junho de 2009.

## Dos Bragança do Reino de Portugal
1. João IV de Portugal: Seu primogênito,Teodósio, Príncipe do Brasil, faleceu aos 19 anos. Sucedeu-lhe Afonso VI de Portugal, seu terceiro varão;
2. Afonso VI de Portugal: Não deixou descendência. Sucedeu-lhe seu irmão, Pedro II de Portugal, seu segundo filho varão;
3. Pedro II de Portugal: Seu primogênito varão, João de Bragança, Príncipe do Brasil, faleceu aos 18 dias. Sucedeu-lhe João V de Portugal, seu segundo filho varão;
4. João V de Portugal: Seu primogênito varão, Pedro, Príncipe do Brasil, faleceu aos 2 anos. Sucedeu-lhe José I de Portugal, seu segundo filho varão;
5. José I de Portugal: Não teve filho varão e sucedeu-lhe sua primogênita, Maria I de Portugal;
6. Maria I de Portugal: Seu primogênito, José, Príncipe do Brasil, faleceu aos 27 anos. Sucedeu-lha João VI de Portugal;
7. João VI de Portugal: Seu primogênito varão, Francisco António, Príncipe da Beira, faleceu aos 6 anos. Sucedeu-lhe Pedro IV de Portugal;
8. Pedro IV de Portugal: Seu primogênito varão, Miguel de Portugal, não chegou a nascer com vida (natimorto) e seu segundogênito varão, João Carlos, Príncipe da Beira, faleceu aos 10 meses. Sucederam-lhe Pedro II do Brasil e Maria II de Portugal.
9. Exceção: Maria II de Portugal: Seu primogênito, Pedro V de Portugal, ascendeu ao trono, mas faleceu aos 24 anos sem deixar descendentes;
10. Pedro V de Portugal: Não deixou descendência. Sucedeu-lhe o irmão, Luís I de Portugal;
11. Exceção: Luís I de Portugal: Seu primogénito, Carlos I de Portugal, ascendeu ao trono;
12. Carlos I de Portugal: Seu primogênito, Luís Filipe, Príncipe Real de Portugal, faleceu aos 20 anos. Sucedeu-lhe Manuel II de Portugal; e
13. Manuel II de Portugal: Deposto pela República Portuguesa. Morreu aos 32 anos sem descendência.

## Dos Bragança do Império do Brasil

### Império do Brasil (1822–1889)
1. João I do Brasil (Imperador Titular do Brasil): Seu primogênito varão, Francisco António, Príncipe da Beira, faleceu aos 6 anos. Sucedeu-lhe Pedro IV de Portugal;
2. Pedro I do Brasil: Seu primogênito varão, Miguel de Portugal, não chegou a nascer com vida (natimorto) e seu segundogênito varão, João Carlos, Príncipe da Beira, faleceu aos 10 meses. Sucederam-lhe Pedro II do Brasil e Maria II de Portugal.
3. Pedro II do Brasil: Seu primogênito, Afonso Pedro de Bragança, faleceu aos 2 anos, e seu caçula, Pedro Afonso de Bragança, faleceu no 1.º ano. Sucedê-lo-ia sua filha, Isabel, Princesa Imperial do Brasil.

### Da República (1889–atualidade)
1. Antônio de Orléans e Bragança: Seu primogênito, Pedro Luiz de Orleans e Bragança, faleceu aos 27 anos. Sucedê-lo-á Rafael de Orléans e Bragança, Príncipe do Grão-Pará.